# جوآن بلکمن
جوآن بلکمن (انگلیسی: Joan Blackman؛ زادهٔ ۱۸ مهٔ ۱۹۳۸) یک هنرپیشه اهل ایالات متحده آمریکا است. وی بین سال‌های ۱۹۵۷ تا ۱۹۹۰ میلادی فعالیت می‌کرد.